# Günther Blumentritt (General)
Günther Alois Friedrich Blumentritt (* 10. Februar 1892 in München; † 12. Oktober 1967 ebenda) war ein deutscher General der Infanterie im Zweiten Weltkrieg und Militärschriftsteller.

## Leben

### Familie
Er war der Sohn des Geheimen Oberbau- und Ministerialrats in München, Günther Blumentritt (1859–1941), und dessen Ehefrau Lina, geborene Rückart (* 24. März 1868 in München). Am 17. Dezember 1920 heiratete er in Marburg Mathilde Schollmeyer.

### Militärkarriere
Blumentritt trat am 20. September 1911 als Fahnenjunker in das 3. Thüringische Infanterie-Regiment Nr. 71 ein. Vom 5. Januar bis 28. September 1912 besuchte er die Kriegsschule Danzig. Am 19. November 1912 zum Leutnant befördert, war er ab 4. Dezember 1914 als Adjutant des III. Bataillons tätig. 1918 wurde er Regimentsadjutant und kurz vor Kriegsende noch Adjutant der 205. Infanterie-Brigade. Für seine Leistungen während des Ersten Weltkriegs war Blumentritt mit beiden Klassen des Eisernen Kreuzes, dem Ehrenkreuz von Schwarzburg III. Klasse sowie am 7. Juli 1918 mit dem Ritterkreuz des Königlichen Hausordens von Hohenzollern mit Schwertern ausgezeichnet worden.

Während der Bürgerkriegswirren Anfang 1919 war Blumentritt zunächst Kompanieführer im Freikorps „Thüringen“ und wurde als Oberleutnant in die Reichswehr übernommen. Am 1. April 1926 unter Beförderung zum Hauptmann zum Ia im Stab der 6. Division ernannt, wurde er 1930 Kompaniechef im 19. (Bayerisches) Infanterie-Regiment. Im Herbst 1933 wurde er Taktiklehrer an der Kriegsakademie und erlebte dort die Beförderung zum Major. Von Oktober 1935 bis Oktober 1937 diente Blumentritt als Ia im Generalstab des VII. Armeekorps, ehe er für ein Jahr als Oberstleutnant und Bataillonskommandeur in das Infanterie-Regiment 19 zurückkehrte. Das letzte Jahr vor Kriegsausbruch war er Chef der 4. Abteilung im Generalstab des Heeres.

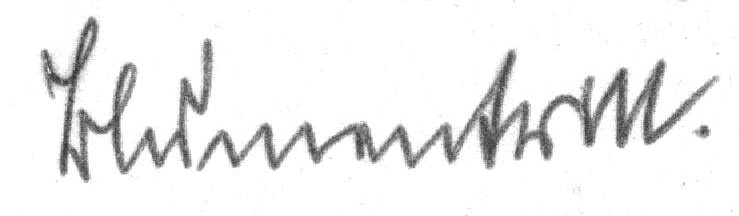
Unterschrift von Günther Blumentritt 1941

#### Zweiter Weltkrieg
Blumentritt wurde am 2. September 1939 als Oberst in den Generalstab der Heeresgruppe Süd unter Generaloberst Gerd von Rundstedt versetzt, mit dem er am Überfall auf Polen teilnahm. In dieser Stellung begann eine lange und vertraute Beziehung zwischen Blumentritt und Rundstedt. Er entwickelte zusammen mit Erich von Manstein einen Operationsplan für die deutsche Invasion Polens, der Fall Weiß genannt wurde. Am 23. Oktober 1939 wurde er dann zum Operationsoffizier im Generalstab der Heeresgruppe Süd ernannt, die drei Tage später in Heeresgruppe A umbenannt wurde. Nach dem Frankreichfeldzug wurde er am 25. Oktober 1940 Generalstabschef der 4. Armee und am 17. Januar 1942 (unter Beförderung zum Generalmajor) Oberquartiermeister I im Generalstab des Heeres.
Im September 1942 wurde Blumentritt erneut dem Kommando Rundstedts unterstellt, der nun Oberbefehlshaber West (zugleich Oberbefehlshaber der Heeresgruppe D) in Frankreich war. Er erhielt die wichtige Stellung als Rundstedts Generalstabschef und wurde wenig später zum Generalleutnant befördert. Am 3. Januar 1943 wurde er bei einem Eisenbahnunglück schwer verletzt und war zeitweise dienstunfähig. Am 1. April 1944 zum General der Infanterie befördert, diente Blumentritt nach der Invasion in der Normandie auch noch Rundstedts Nachfolgern Günther von Kluge und Walter Model als Chef des Stabes, ehe er im September in die Führerreserve versetzt wurde.
Im Herbst 1944 erlebte Blumentritt einige kurzfristige Kommandierungen zu verschiedenen Armeekorps, meist zur Vertretung von abwesenden Generälen. Im Januar 1945 wurde er mit der Führung der 25. Armee beauftragt. Ende März wurde er mit der Führung der 1. Fallschirm-Armee beauftragt, weil General Alfred Schlemm kurz zuvor verwundet worden war.
Im April 1945 erhielt er das Kommando über einige zur Armeegruppe Blumentritt zusammengefasste Wehrmacht-Einheiten an der deutschen Nordseeküste und Ostseeküste.

### Nachkriegszeit
Die Briten nahmen Blumentritt am 1. Juni 1945 in Schleswig-Holstein gefangen. Er war vom 1. Juni bis zum 1. Dezember 1945 in britischer und anschließend bis zum 1. Januar 1948 in US-amerikanischer Kriegsgefangenschaft. In den 1950er Jahren veröffentlichte Blumentritt mehrere militärgeschichtliche Bücher.

### Sonstiges
Im Film Der längste Tag von 1962 wird Günther Blumentritt von Curd Jürgens dargestellt, im Film Die Brücke von Arnheim von Hans von Borsody und im Fernsehfilm Rommel von 2012 von Oliver Nägele.

## Auszeichnungen und Beförderungen
- Spange zum Eisernen Kreuz II. und I. Klasse
- Deutsches Kreuz in Gold am 26. Januar 1942[1]
- Medaille Winterschlacht im Osten 1941/42 am 7. August 1942
- Ritterkreuz des Eisernen Kreuzes mit Eichenlaub[1]
  - Ritterkreuz am 13. September 1944
  - Eichenlaub am 18. Februar 1945 (741. Verleihung)

## Werke
- Von Rundstedt: The Soldier and the Man. 1952.
- Deutsches Soldatentum im europäischen Rahmen. 1952.
- Strategie und Taktik: ein Beitrag zur Geschichte des Wehrwesens vom Altertum bis zur Gegenwart. 1960.
- Schlacht um Moskau. Erinnerungen über die Heeresgruppe Mitte. (In: Seymour Freiden, William Richardson (eds): The Fatal Decisions. New York 1958.)